# Ocotea bofo
Ocotea bofo là loài thực vật có hoa trong họ Nguyệt quế. Loài này được Kunth miêu tả khoa học đầu tiên năm 1817.